# Göbekli Tepe
Göbekli Tepe [ɡøbe̞kli ťe̞pɛ] (Kurdish: Girê Navokê) là một ngôi đền trên đỉnh của một mỏm thuộc một dãy núi khoảng 15 kilômét (9,3 mi) phía đông bắc thị trấn Şanlıurfa (trước kia là Urfa / Edessa) phía đông nam Thổ Nhĩ Kỳ. Địa điểm này hiện đang được các nhà khảo cổ học Đức và Thổ Nhĩ Kỳ khai quật và được cho là đã được những người săn bắn-hái lượm dựng lên vào 9000 năm trước Công Nguyên (khoảng 11.000 năm trước, nhưng không một công cụ nào được tìm thấy, vì thế nguồn gốc của nó vẫn chưa được biết và hiện dẫn tới ra nhiều suy đoán). Cùng với Nevalı Çori, địa điểm này đã cách mạng hóa  sự hiểu biết của chúng ta về Thời kỳ đồ đá mới Âu Á. Địa điểm này có niên đại tới gần 12.000 năm và có trước bất kỳ một nền văn minh nào từng được phát hiện trên trái đất hàng nghìn năm. Khi được phát hiện, nó có vẻ bị cố ý chôn vùi trong cát, vì những lý do chưa được biết.
Cấu trúc bao gồm hai giai đoạn sử dụng, được cho là có tính chất xã hội hoặc nghi thức bởi người phát hiện ra địa điểm và người khai quật Klaus Schmidt, có niên đại thứ 10 đến  thứ 8 thiên niên kỷ trước Công nguyên. Trong giai đoạn đầu tiên, thuộc thời kỳ tiền đồ gốm A (PPNA), các vòng tròn của những cột đá hình chữ T khổng lồ đã được dựng lên - những hòn đá cự thạch  lâu đời nhất thế giới.
Hơn 200  cột trụ trong khoảng 20 vòng tròn hiện đang được biết đến thông qua các cuộc khảo sát địa vật lý. Mỗi cây cột có chiều cao lên tới 6 m (20 ft) và nặng tới 10 tấn. Chúng được gắn vào các ổ cắm được đẽo ra khỏi móng kết tinh. Trong giai đoạn thứ hai, thuộc thời kỳ tiền đồ gốm B (PPNB), các cột trụ được dựng lên nhỏ hơn và đứng trong các phòng hình chữ nhật với sàn bằng vôi được đánh bóng. Địa điểm đã bị bỏ hoang sau thời kỳ tiền đồ gốm B (PPNB).
Các chi tiết về chức năng của cấu trúc vẫn còn là một bí ẩn. Các cuộc khai quật đã được tiến hành từ năm 1996 bởi Viện Khảo cổ Đức, nhưng phần lớn vẫn còn đang được khảo sát. Năm 2018, địa điểm này đã được UNESCO công nhận là Di sản Thế giới.

## Phát hiện
Göbekli Tepe nằm ở đông nam Thổ Nhĩ Kỳ. Nó lần đầu được lưu ý bởi một đoàn khảo sát khảo cổ do Đại học Istanbul và Đại học Chicago tiến hành năm 1964, họ nhận thấy rằng quả đồi không thể hoàn toàn là một vật tự nhiên, mà cho rằng có một nghĩa địa Byzantine nằm bên dưới. Đoàn khảo sát cũng nhận thấy một số lượng lớn đá lửa và sự hiện diện của các phiến đá vôi, và chúng được cho là những vật để đánh dấu vị trí mộ của người Byzantine. Năm 1994, nhà khảo cổ học người Đức Klaus Schmidt thuộc Viện Khảo cổ Đức tại Istanbul tới thăm địa điểm, và nhận thấy rằng, trên thực tế, nó là một địa điểm Đồ đá mới cổ hơn nhiều. Từ năm 1995, những cuộc khai quật đã được Viện Khảo cổ Đức (chi nhánh Istanbul) và Bảo tàng Şanlıurfa tiến hành dưới sự chỉ đạo của Klaus Schmidt (1995–2000: Đại học Heidelberg; từ năm 2001: Viện Khảo cổ Đức). Trước khi khai quật, quả đồi đã từng được dùng trồng cấy nông nghiệp; nhiều thế hệ người dân địa phương thường di chuyển các phiến đá và đặt chúng ra nơi khác; nhiều bằng chứng khảo cổ học đã bị tàn phá trong quá trình đó. Các học giả từ Hochschule Karlsruhe đã bắt đầu ghi chép lại các di tích kiến trúc. Họ nhanh chóng nhận ra các cột hình chữ T, một số cột rõ ràng đã trải qua nhiều lần nỗ lực phá hủy.

## Khu phức hợp

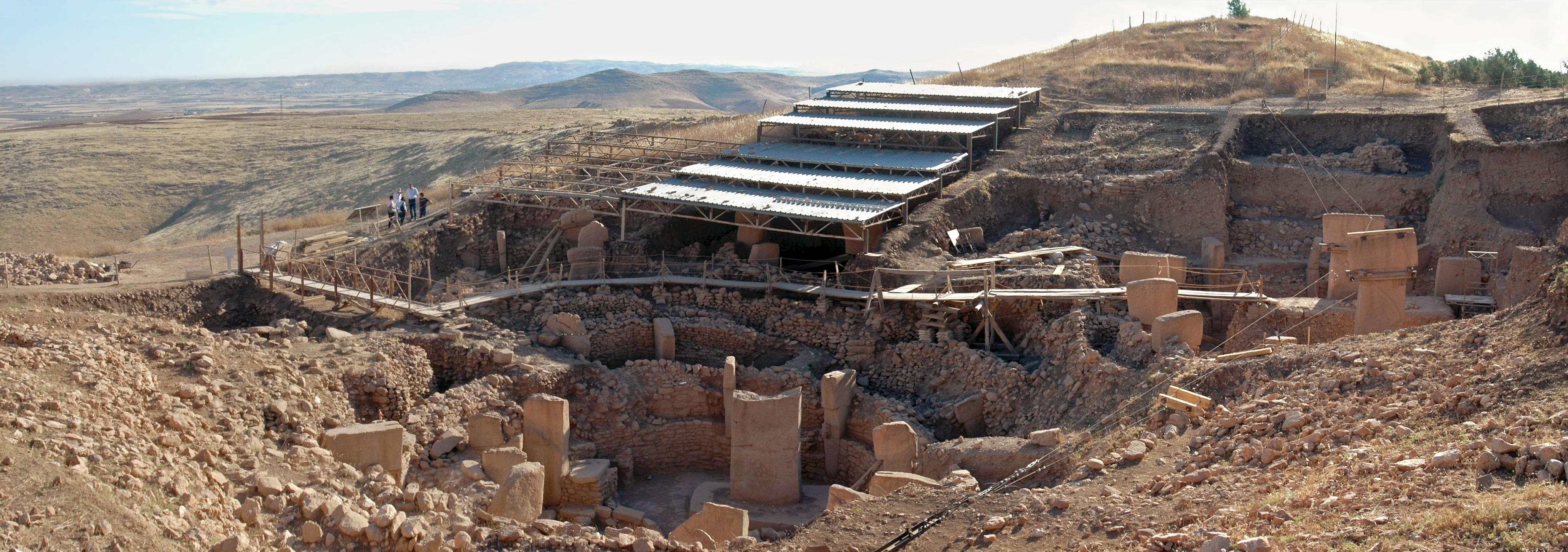
Quang cảnh địa điểm khai quật

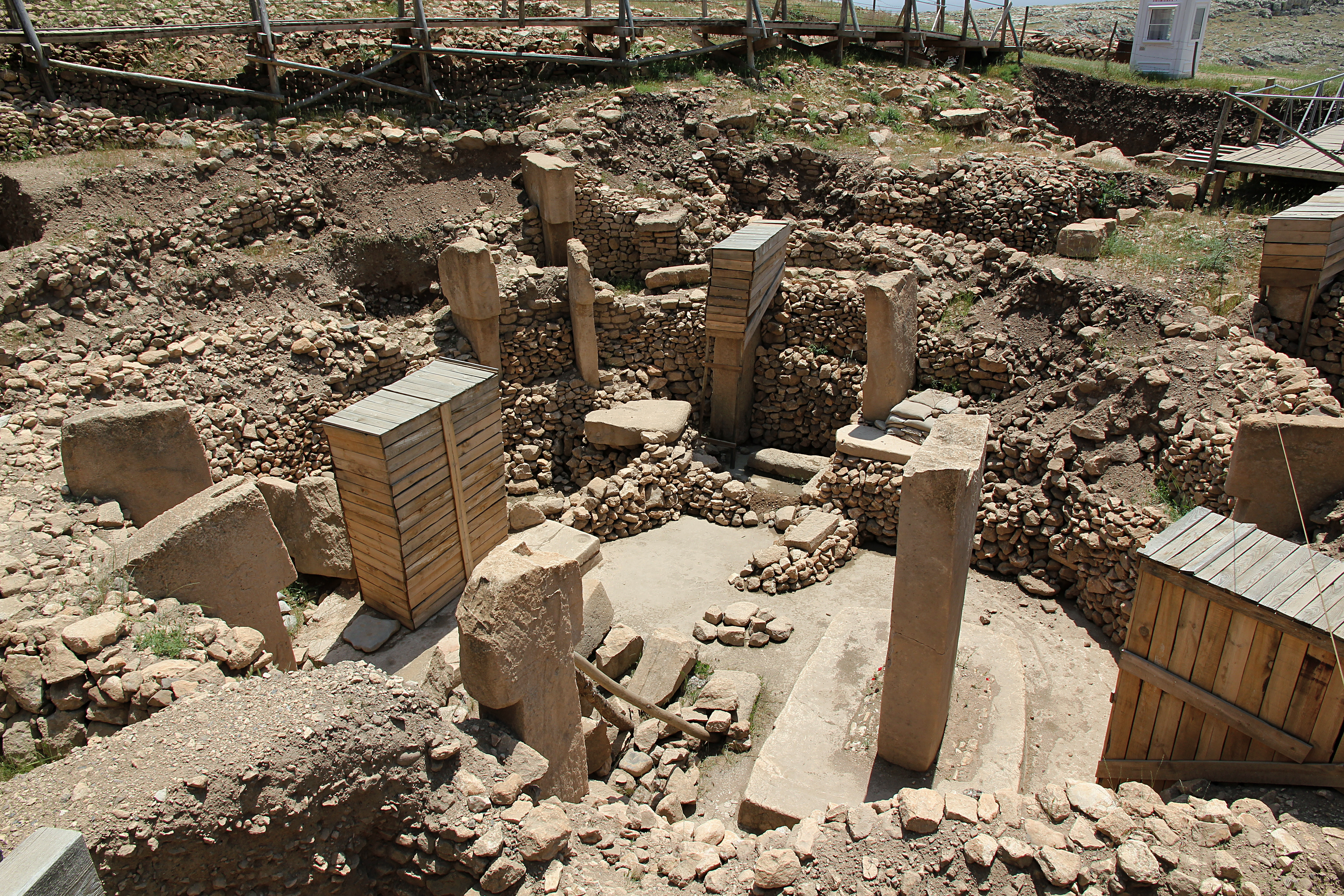

Göbekli Tepe là cấu trúc cổ nhất do con người tạo ra đã được khám phá. Địa điểm này nằm trên đỉnh đồi, và có 20 vòng, (hiện) nằm dưới đất (bốn trong số đó đã được khai quật). Mỗi căn nhà có đường kính 10-30 mét, được trang trí (chủ yếu) với những cây cột đá vôi lớn hình chữ T, và đây cũng là đặc điểm lớn nhất. Mỗi cột cao khoảng tám feet và nặng tới bảy tấn. Các phiến đá vôi được khai thác từ các mỏ đá nằm cách khoảng 100 mét từ đỉnh đồi, và những người thợ thời đồ đá mới có lẽ đã dùng các công cụ đá lửa để khai thác đá. Tuy nhiên, không một dụng cụ nào được tìm thấy ở địa điểm hay tại mỏ đá. Việc người dân thời kỳ đồ đá mới với những công cụ nguyên thủy như vậy có thể khai thác, điêu khắc, vận chuyển lên đồi và dựng những cột đá lớn đó đã khiến giới khảo cổ ngạc nhiên, bởi nó đòi hỏi một lượng nhân công và lao động rất lớn.
Trong các kết cấu, hai cột được đặt giữa mỗi vòng tròn, có lẽ để đỡ mái, và có tới tám cột được bố trí đều quanh tường căn phòng. Khoảng cách giữa các cột được đặt các phiến đá chưa đẽo gọt, và các bàn thờ đá được đặt giữa các đôi cột quanh các cạnh tường.
Hầu hết các cột được trang trí với các phù điêu các loài vật và những hình trừu tượng. Các mô hình trừu tượng có thể thể hiện các biểu tượng linh thiêng thường được thấy nhất, như ở các bức tranh hang động thời kỳ đồ đá mới ở những nơi khác. Những hình phù điêu tượng trưng được đẽo gọt công phu thể hiện sư tử, bò, lợn rừng, cáo, nai, lừa, rắn và các loài bò sát, côn trùng, nhện và chim, đặc biệt cả kên kên và gà. (Ở thời điểm ngôi đền được xây dựng, vùng đất xung quanh tươi tốt hơn và có khả năng là nơi sinh sống của số loài động vật đa dạng đến vậy, trước khi hàng nghìn năm định cư và trồng cấy khiến vùng đất trở nên gần như một hoang mạc bụi như ngày nay.)
Ít hình người được trang trí tại Göbekli Tepe, nhưng nó có một hình phù điêu một phụ nữ khỏa thân ngồi ở một tư thế cúi, mà Schmidt so sánh với những hình Venus accueillante tìm thấy ở địa điểm thời kỳ đồ đá mới tại bắc Phi, và một thân thể cụt đầu bị bao quanh bởi những con kền kền. Một số cột hình chữ T có hình tay người, có thể cho thấy chúng thể hiện người được cách điệu (hay các vị thần hình người). Một ví dụ khác được trang trí với những bàn tay người trong cái có thể diễn tả là một cử chỉ cầu nguyện, với một khăn choàng đơn giản hay áo tế trạm ở trên; đây có thể để thể hiện một vị thầy tu của đền.
Cho tới khi những cuộc khai quật bắt đầu, một khu phức hợp ở tầm vóc này được cho là không thể có ở một xã hội cổ xưa như vậy, và với những phương tiện khai thác đá thô sơ như thế. Chuỗi lớn các lớp tầng cho thấy nhiều hoạt động trong hàng thiên niên kỷ, có lẽ bắt đầu từ thời đồ đá giữa. Lớp cư ngụ sớm nhất (stratum III) có các cột nguyên khối được liên kết bởi những bức tường xây thô hình thành nên các cấu trúc hình oval hay hình tròn. Bốn công trình như vậy đã được khai quật, với đường kính trong khoảng 10–30 mét (33–98 ft). Các cuộc khảo sát địa vật lý cho thấy sự tồn tại của 16 cấu trúc khác.
Stratum II, có niên đại từ Thời kỳ đồ đá mới Tiền gốm B (PPNB) (7500–6000 BC), đã hé lộ nhiều phồng chữ nhật liền kề với sàn bằng đá vôi đánh bóng, làm gợi nhớ đến những sàn terazzo của La Mã. Lớp trên nhất gồm trầm tích lắng đọng là kết quả của hoạt động nông nghiệp.

## Niên đại
Khu định cư PPN A đã được xác định niên đại khoảng năm 9000 TCN. Có những tàn tích của những ngôi nhà nhỏ hơn từ PPN B cũng như một số phát hiện epipalaeolithic.
Có một số niên đại phóng xạ carbon (được giới thiệu với một số lỗi độ lệch tiêu chuẩn và sự xác định với Công nguyên):
| Số phòng thí nghiệm | Niên đại BP | Cal BC    | Bối cảnh    |
| ------------------- | ----------- | --------- | ----------- |
| Ua-19561            | 8430 ± 80   | 7560–7370 | enclosure C |
| Ua-19562            | 8960 ± 85   | 8280–7970 | enclosure B |
| Hd-20025            | 9452 ± 73   | 9110–8620 | Layer III   |
| Hd-20036            | 9559 ± 53   | 9130–8800 | Layer III   |

Các mẫu Hd từ than ở phần nông nhất của địa điểm và có thể xác định niên đại thời kỳ hoạt động của nó. Các mẫu Ua có từ các lớp cacbonat hình thành thổ nhưỡng trên các cột và chỉ ra thời gian sau khi địa điểm đã bị rời bỏ—terminus ante quem.

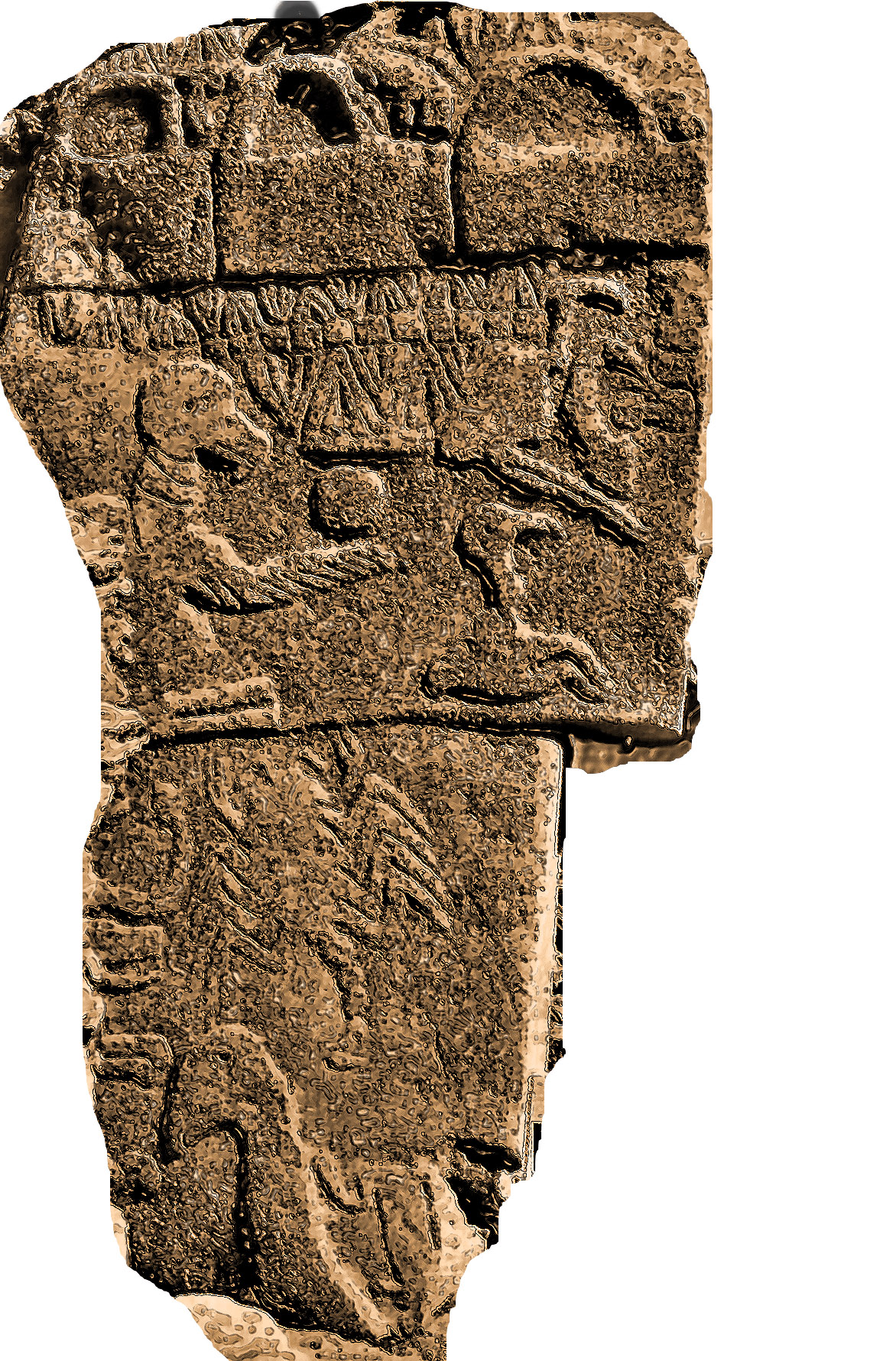
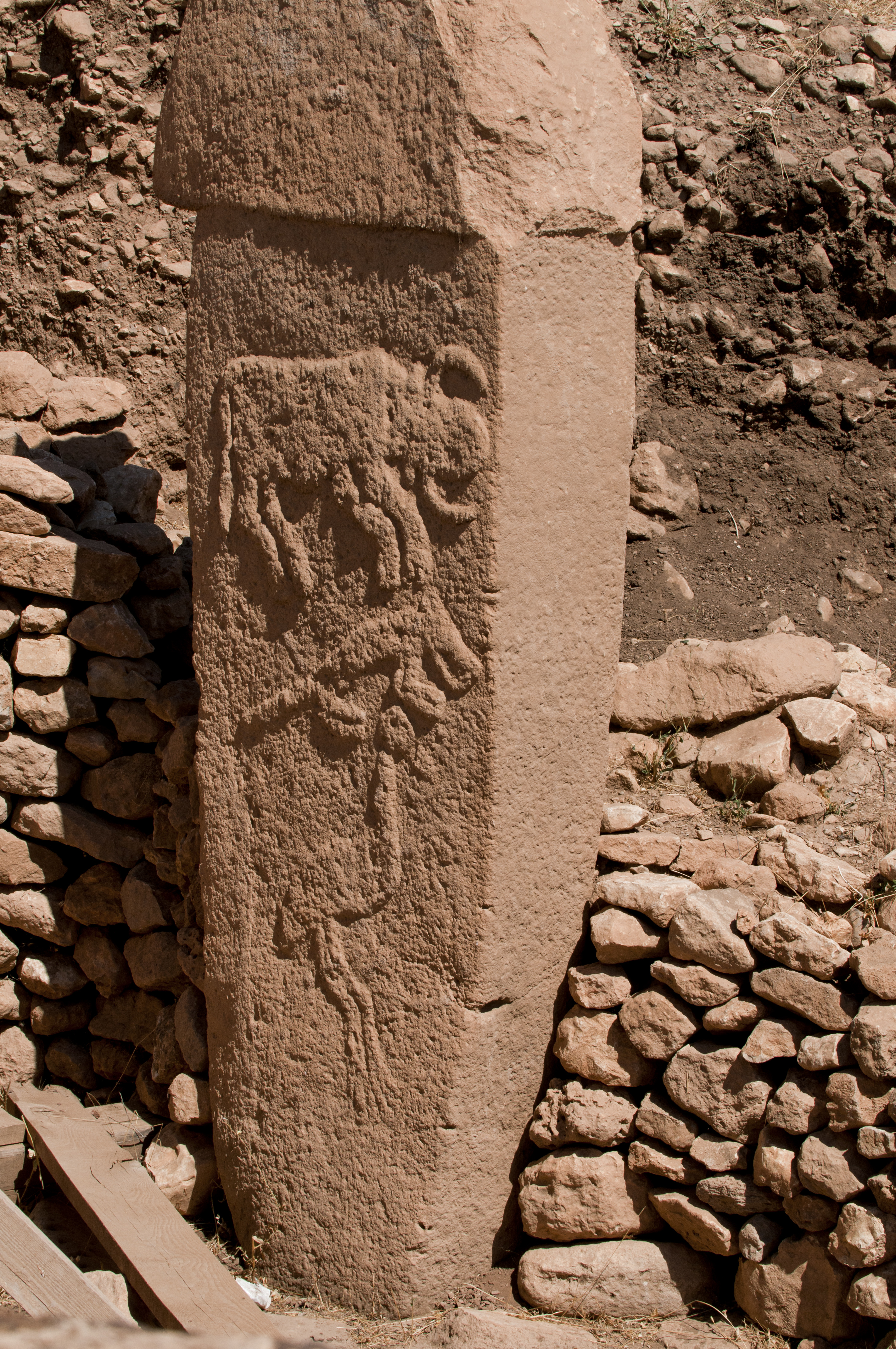
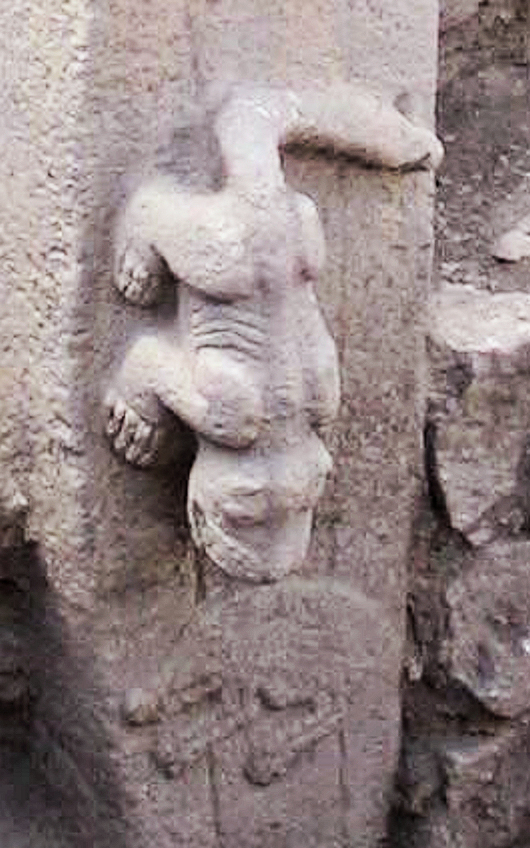
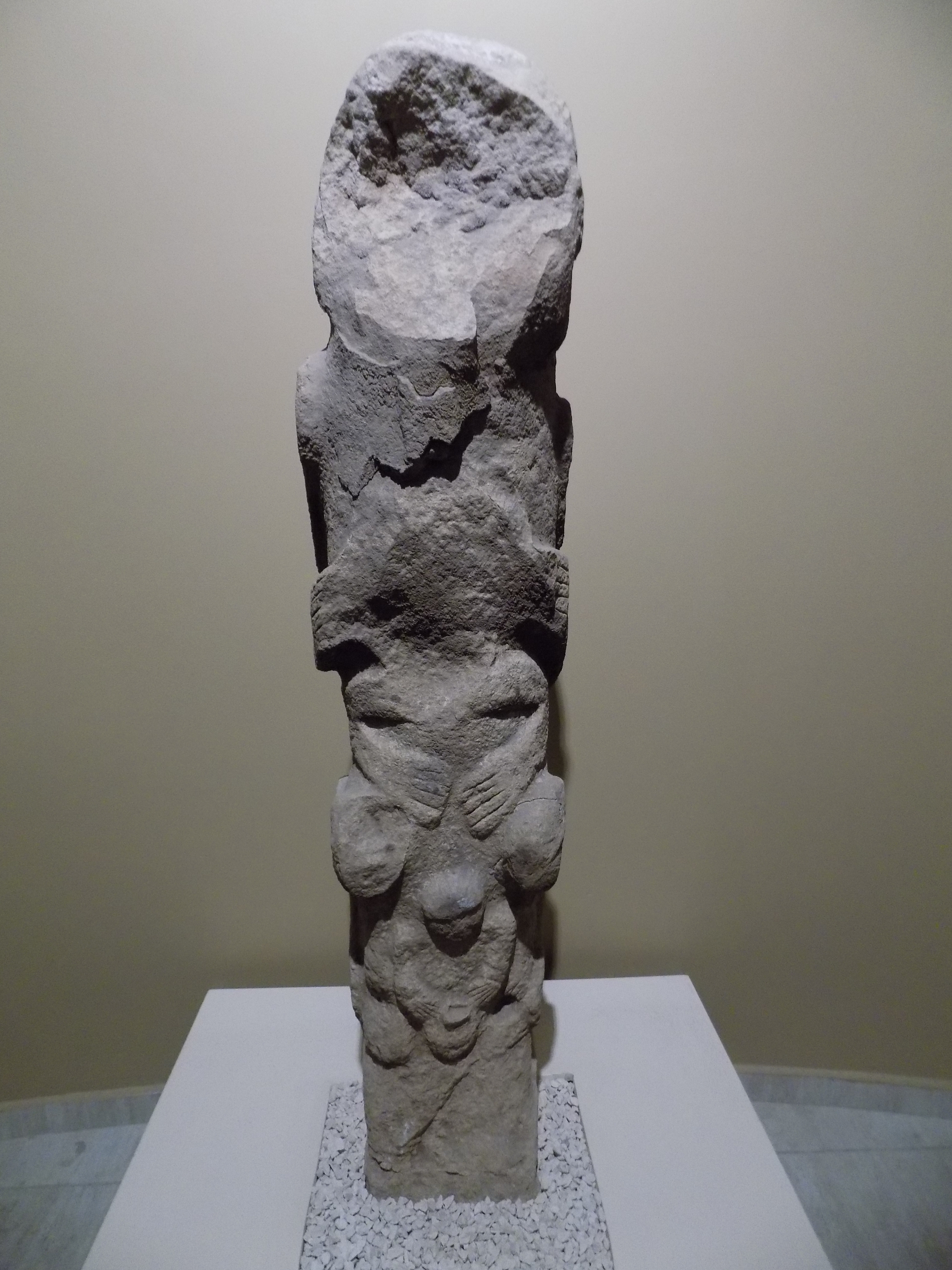

## Kiến trúc

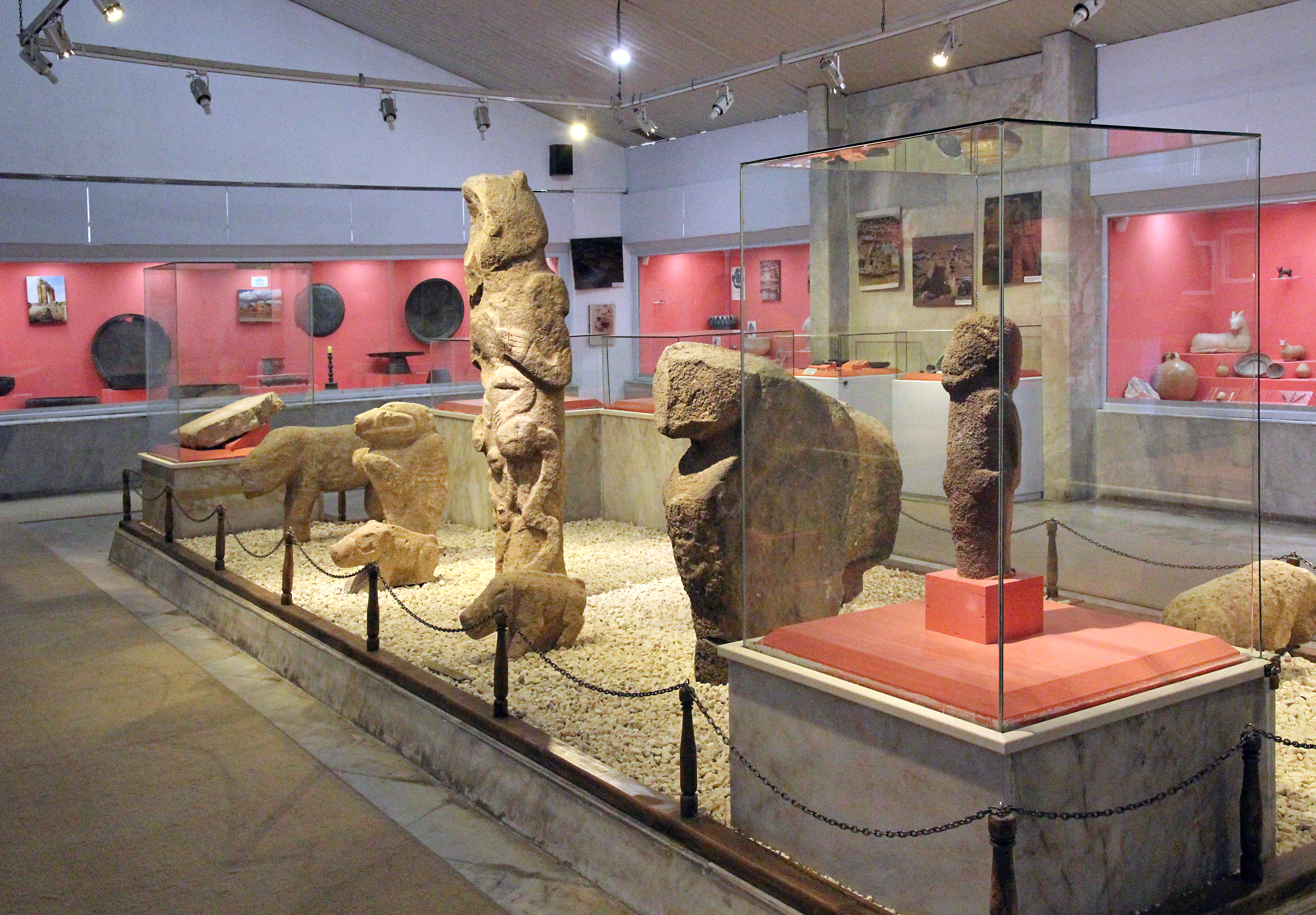
Hiện vật bảo quản tại Bảo tàng khảo cổ Şanlıurfa

Các cấu trúc là các công trình đá khối hình tròn. Các bức tường được làm bằng đá khô chưa thao tác và gồm nhiều cột đá vôi nguyên khối hình chữ T cao tới 3 mét (9,8 ft). Một cặp cột đá khá được đặt ở trung tâm các cấu trúc. Có bằng chứng rằng các cấu trúc từng được lợp mái; cặp cột trung tâm từng đỡ mái. Sàn được làm bằng đá mài (đá vôi cháy), và có một ghế dài thấp chạy dọc toàn bộ bức tường ngoài.
Các hình phù điêu trên các cột gồm cáo, sư tử, gia súc, lừa hoang, diệc, vịt, bò cạp, nhện, nhiều loài rắn, và một số nhỏ hình người. Một số phù điêu đã bị phá hủy có chủ đích, có thể để chuẩn bị cho những thiết kế mới. Có những hình điêu khắc đột lập cũng như những hình điêu khắc có thể thể hiện lợn hay cáo hoang. Bởi chúng thường được khảm đá vôi, thỉnh thoảng khó biết nội dung hình điêu khắc. Các bức tượng tương đương đã được phát hiện tại Nevalı Çori và Nahal Hemar.
Các mỏ đá làm tượng nằm ở ngay cao nguyên; một số cột chưa hoàn thiện đã được tìm thấy tại chỗ. Cột chưa hoàn thiện lớn nhất còn lại 6,9 mét (23 ft); khôi phục được ở chiều dài 9m. Nó lớn hơn nhiều so với bất kỳ cột chưa hoàn thiện nào được tìm thấy tới ngày nay. Đá được khai thác bằng cuốc đá. Những chỗ lõm giống hình cái bát trên đá vôi có thể được dùng như cối giã hay bát nhóm lửa trong epipalaeolithic. Có một số hình cắt phalloi và theo sơ đồ hình học vào trong đá; niên đại của chúng chưa chắc chắn.
Gần đây, một số công trình nhà ở nhỏ hơn đã được phát hiện. Dù vậy, rõ ràng rằng mục tiêu sử dụng ban đầu của địa điểm này không phải nơi ở, vì những chiếc giếng ở địa điểm có niên đại muộn hơn 500 năm sau khi vòng đền đầu tiên được xây dựng. Schmidt tin rằng "thánh đường trên ngọn đồi" này từng là một địa điểm hành hương thu hút những tín đồ tư xa tới 100 dặm (160 km). Lượng lớn xương động vật bị giết thịt được tìm thấy tại chỗ như hươu, linh dương, lợn, và ngỗng đã được xác định là không có nguồn gốc từ việc săn bắn và thực phẩm chuẩn bị cho những người tham gia.
Địa điểm này rõ ràng đã bị cố ý lấp lại vào khoảng thời gian nào đó sau năm 8000 BC: các tòa nhà được che phủ bằng cát được mang tới từ nơi khác, các mũi tên và xương động vật. Bảng kê đá có đặc trưng ở các Byblos points và nhiều Nemrik-points. Cũng có các Helwan-points và Aswad-points.

## Giải thích và tầm quan trọng

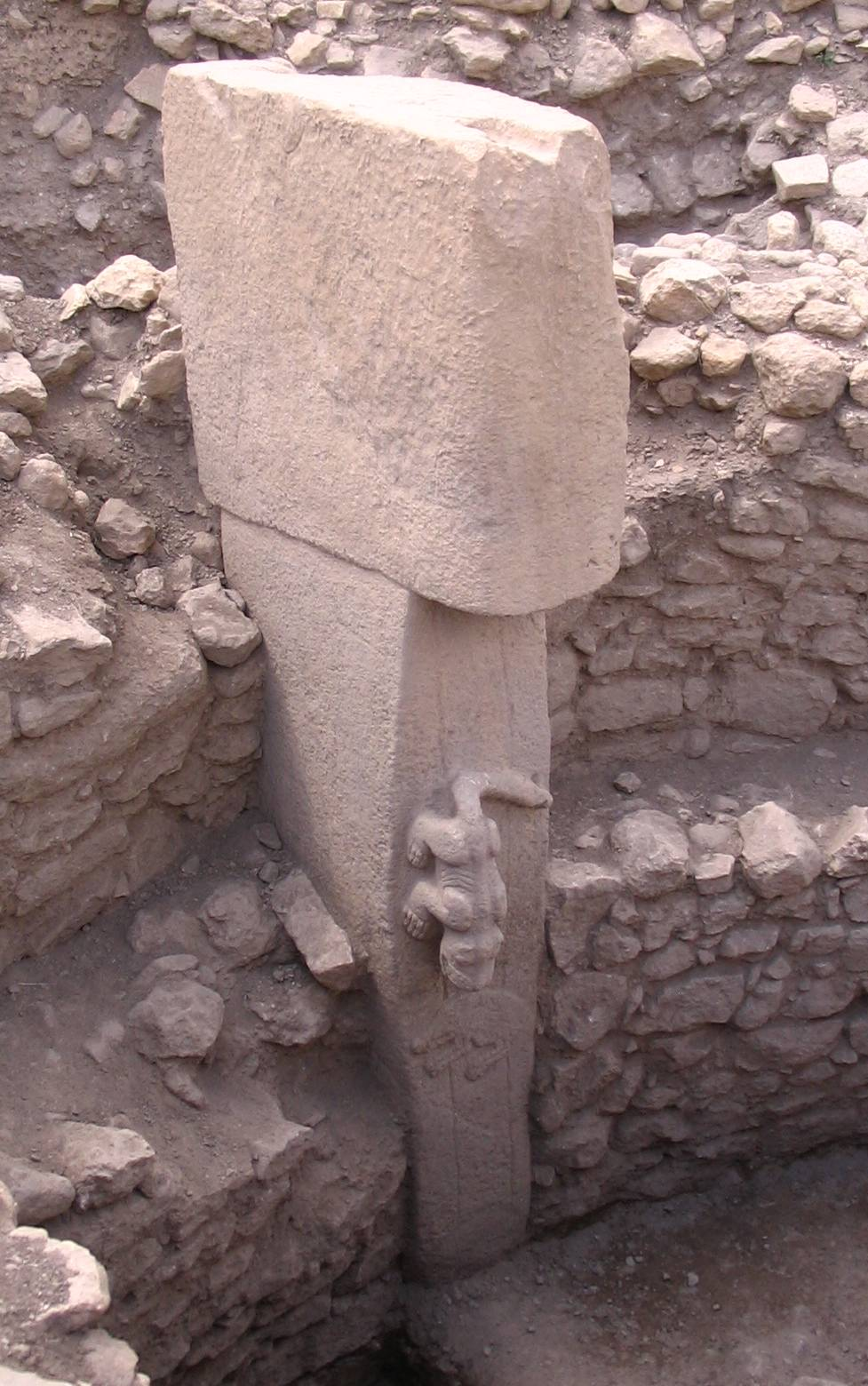
Đá monolith với những hình thú phù điêu nổi cao và thấp

Göbekli Tepe được coi là khám phá khảo cổ có tầm quan trọng lớn nhất bởi nó có thể thay đổi cơ bản sự hiểu biết của chúng ta về một giai đoạn mang tính quyết định trong sự phát triển của các xã hội loài người. Dường như việc dựng lên các khu phức hợp đền đài nằm trong khả năng của những người săn bắn hái lượm mà không chỉ ở những cộng đồng nông nghiệp thứ hai như trước kia chúng ta thường nghĩ. Nói cách khác, như nhà khảo cổ Klaus Schmidt nói: "Đầu tiên là đền đài, và sau đó là cả một thành phố." Giả thiết mang tính cách mạng này có thể sẽ được những nhà khảo cổ tương lai ủng hộ hoặc thay đổi.
Không chỉ có kích thước lớn, sự tồn tại cạnh nhau của nhiều cột đá bàn thờ khiến nơi này trở nên độc nhất. Không có khu phức hợp nào khác cùng thời kỳ có thể so sánh với nó. Nevalı Çori, một khu định cư thời đồ đá mới nổi tiếng cũng được khảo cổ bởi Viện Khảo cổ Đức, và sau này đã bị chìm ngập bởi Đập Atatürk từ năm 1992, có niên đại muộn hơn 500, các cột đá chữ T của nó cũng nhỏ hơn nhiều, và bàn thờ của nó nằm trong làng; một công trình có cùng khoảng niên đại tại Jericho không có tính nghệ thuật hay điêu khắc ở phạm vi lớn; và Çatalhöyük, có lẽ là ngôi làng này là nổi tiếng nhất trong số tất cả các ngôi làng đồ đá mới Anatolia, có niên đại muộn hơn tới 2,000 năm.

## Bảo tồn
Năm 2010, Quỹ Di sản Toàn cầu (GHF) thông báo họ sẽ thực hiện một chương trình bảo tồn trong nhiều năm để bảo vệ Göbekli Tepe. Chương trình bảo tồn đầu tiên trong lịch sử của di tích này, các đối tác gồm Klaus Schmidt và Viện Khảo cổ Đức, Quỹ Nghiên cứu Đức, Chính quyền Đô thị Şanlıurfa, và Bộ Văn hóa và Du lịch Thổ Nhĩ Kỳ. Các mục đích được nêu ra của dự án GHF Göbekli Tepe là hỗ trợ sự chuẩn bị một Kế hoạch Bảo tồn và Quản lý Di sản, xây dựng một mái che những phần di sản ngoài trời, huấn luyện các thành viên cộng đồng địa phương trong việc hướng dẫn và bảo tồn, và giúp chính quyền Thổ Nhĩ Kỳ đề cử di sản vào danh sách Địa điểm Di sản Thế giới của UNESCO.